# Xavier Beck
Xavier Beck, né le 24 octobre 1953 à Saint-Germain-en-Laye, est un avocat et un homme politique français, maire de Cap-d'Ail, ancien député de la quatrième circonscription des Alpes-Maritimes, du 9 juin 1995 au 21 avril 1997.

## Biographie
Élu au conseil municipal de Cap-d'Ail en 1983, il est maire de cette ville depuis 1995 et vice-président de la Métropole Nice Côte d'Azur et conseiller général du canton de Villefranche-sur-Mer depuis 2011. Il est réélu, en mars 2015, dans le nouveau canton de Beausoleil et, le 15 septembre 2017, devient premier vice-président du département des Alpes-Maritimes en remplacement de Charles Ange Ginésy, élu président.